# Koji Igarashi
Koji Igarashi (五十嵐 孝司, Igarashi Kōji) (Fukushima, 17 maart 1968) is een Japans computerspelontwerper.

## Carrière
Igarashi begon zijn carrière in de computerspelindustrie in 1990 bij Konami als programmeur. Hij kreeg tien jaar later een seniorfunctie waar hij werkte aan de speltitel Castlevania: Symphony of the Night als schrijver, programmeur en assistent regie. Hij werd hoofdproducent van de Castlevania-serie. Tijdens zijn tijd bij Konami was hij ook betrokken bij andere titels als Nano Breaker en Tokimeki Memorial.
Igarashi verliet Konami in 2014 en startte als mede-oprichter bij het bedrijf Artplay, dat in 2019 het computerspel Bloodstained: Ritual of the Night uitbracht.
Eind 2018 werd bekend dat Igarashi samenwerkte met Sega aan het ontwerp van de personages in het spel Revolve8.

## Werken
Een selectie van spellen waar Igarashi gedeeltelijk of geheel aan werkte:
- Detana!! TwinBee (1992, programmeur)
- Gradius II (1992, programmeur)
- Tokimeki Memorial (1994, script, programmeur)
- Castlevania: Symphony of the Night (1997, assistent regie, script, programmeur)
- Castlevania Chronicles (2001, producent)
- Castlevania: Harmony of Dissonance (2002, producent, script)
- Castlevania: Aria of Sorrow (2003, producent, script)
- Castlevania: Dawn of Sorrow (2005, producent, script)
- Castlevania: Curse of Darkness (2005, producent, script)
- Castlevania: Portrait of Ruin (2006, producent, script)
- Castlevania: Order of Ecclesia (2008, producent)
- Castlevania: Harmony of Despair (2010, producent)
- Bloodstained: Curse of the Moon (2018, producent, supervisie)
- Bloodstained: Ritual of the Night (2019, producent, script)
- Revolve8: Episodic Duelling (2019, ontwerp)